# Hard Justice 2009
Hard Justice 2009 è stata la quinta edizione del pay-per-view prodotto dalla federazione Total Nonstop Action Wrestling (TNA). L'evento ha avuto luogo il 16 agosto 2009 presso l'Impact Zone di Orlando in Florida.
In questo evento debuttò il wrestler D'Angelo Dinero, che aveva precedentemente lavorato per la WWE.

## Risultati
| # | Match | Stipulazioni | Durata |
| - | --- | --- | ------ |
| 1 | Daniels ha sconfitto Suicide, Chris Sabin, Amazing Red, Alex Shelley, Jay Lethal, Consequences Creed e D'Angelo Dinero      | Steel Asylum match per determinare il #1 contender al titolo TNA X Division Championship | 16:33  |
| 2 | Abyss ha sconfitto Jethro Holliday (con Dr. Stevie)                                                                         | Hardcore match $50,000 Bounty Challenge. Se avesse vinto Holliday avrebbe rivendicato la taglia di 50.000 dollari su Abyss. | 08:49  |
| 3 | Hernandez ha sconfitto Rob Terry (con Brutus Magnus e Doug Williams)                                                        | Single match Hernandez ha sfruttato l'opportunita della valigetta del Feast or Fired a cui aveva partecipato nel 2008. | 00:09  |
| 4 | The British Invasion (Brutus Magnus e Doug Williams) (c) hanno sconfitto Beer Money, Inc. (James Storm e Robert Roode)      | Tag team match per il titolo IWGP Tag Team Championship | 08:45  |
| 5 | ODB e Cody Deaner hanno sconfitto The Beautiful People (Angelina Love (c) e Velvet Sky) (con Madison Rayne)                 | Tag team match per il titolo TNA Women's Knockout Championship. Il titolo è stato in seguito tolto poiché Deaner (un uomo) oltre ad aver schienato lui un'avversaria (Velvet Sky) sosteneva di dover essere lui il campione di un titolo femminile). | 07:26  |
| 6 | Samoa Joe (con Taz) ha sconfitto Homicide (c) per sottomissione                                                             | Single match per il titolo TNA X Division Championship | 08:56  |
| 7 | The Main Event Mafia (Booker T e Scott Steiner) (c) (con Sharmell) hanno sconfitto il Team 3D (Brother Devon e Brother Ray) | Falls Count Anywhere match per il titolo TNA World Tag Team Championship | 13:08  |
| 8 | Kevin Nash ha sconfitto Mick Foley (c)                                                                                      | Single match per il titolo TNA Legends Championship | 10:38  |
| 9 | Kurt Angle (c) ha sconfitto Sting e Matt Morgan                                                                             | Fatal three-way match per il titolo TNA World Heavyweight Championship | 11:22  |
|   | (c) = campione in carica al momento dell'inizio del match                                                                   | |        |